# Filip Vervecken
Filip Vervecken is een Belgisch voormalig waterskiër.

## Levensloop
Vervecken werd vijfmaal Belgisch kampioen (in 1999, 2000, 2001, 2002 en 2003) in de formule 1 van het waterskiën en won tevens eenmaal de titel (1990) in de formule 3 van deze watersport. Daarnaast behaalde hij in 2002 brons op het Europees kampioenschap in het Britse Plymouth en in 2004 zilver op het EK in het Oostenrijkse Korneuburg. In 2003 behaalde Vervecken brons op het wereldkampioenschap in het Amerikaanse Long Beach en werd hij in 2005 vijfde op het WK in het Britse Hunstanton. Ten slotte won hij driemaal de Diamond Race (in 2001, 2003 en 2004) en werd hij er eenmaal tweede (2002).
In 2006 kwam hij tijdens een wedstrijd te Lake Elsinore in de Verenigde Staten zwaar te val, waarbij hij met zijn hoofd op het water terecht kwam en zijn nek een serieuze klap kreeg waarbij een zenuw geraakt werd. Hierdoor liep Vervecken een verlamming op aan zijn rechterarm en moest hij noodgedwongen zijn sportcarrière stopzetten.